# Alternanthera meyeriana
Alternanthera meyeriana är en amarantväxtart som först beskrevs av Eduard August von Regel och Friedrich August Körnicke, och fick sitt nu gällande namn av Karl Suessenguth. Alternanthera meyeriana ingår i släktet alternanter, och familjen amarantväxter. Inga underarter finns listade i Catalogue of Life.